# Space Quest

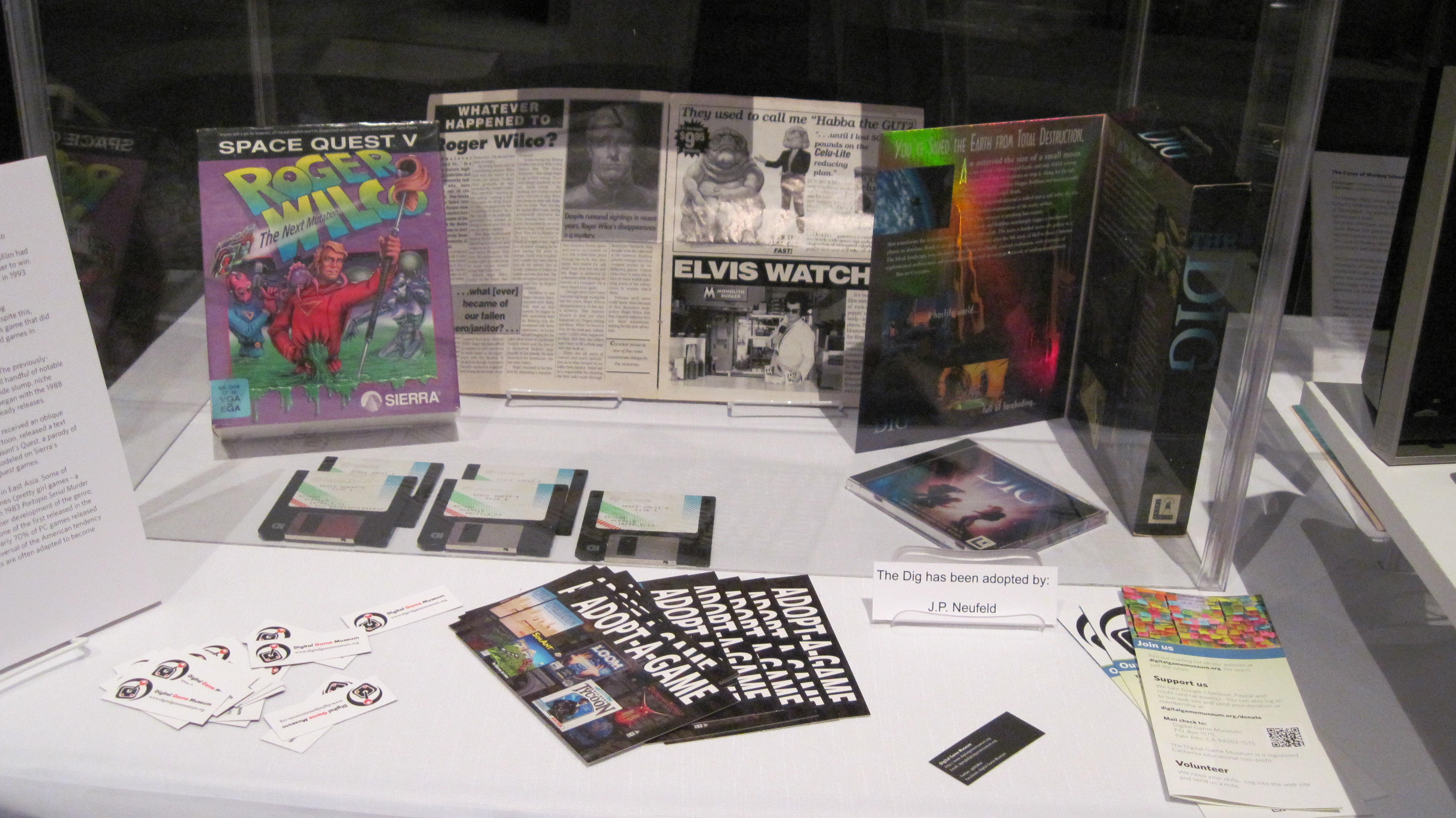
Space Quest V

Space Quest é uma série de seis jogos de computador de ficção científica que seguem as aventuras de um infeliz zelador chamado Roger Wilco, em suas campanhas através da galáxia em busca da "verdade, justiça e de pisos realmente limpos".
Inicialmente criado pela Sierra On-Line por Mark Crowe e Scott Murphy (que se autodenominaram "Dois Caras de Andrômeda"), os jogos fazem paródias tanto de filmes de ficção científica como Star Wars e Star Trek, bem como de fenômenos da cultura pop como McDonald's e a Microsoft. Roger Wilco, um eterno perdedor, é muitas vezes descrito como o explorado que repetidamente salva o universo (muitas vezes por acidente) - apenas para ser ignorado ou punido por violar regulamentos menores durante o processo.

## Origem da Série
Scott Murphy, a metade programador da dupla projetista e Mark Crowe, a metade artística da dupla, que já haviam trabalhado juntos na Sierra quiseram criar um jogo divertido de ficção científica e aventura. Eles também pretendiam que a estrela fosse um zelador, uma espécie de "herói por acidente", então Roger Wilco nasceu.
Embora cético, Ken Williams deu um empurrão para a ideia. Scott e Mark criaram uma breve demonstração, que acabou por se tornar as primeiras quatro salas de Space Quest. A esta altura Ken deu um sinal verde para o projeto.
Para os Space Quests I e II foram programados usando-se uma linguagem proprietária da Sierra chamada AGI (Adventure Game Interpreter). O Space Quest III foi escrito em SCI (Sierra Creative Interpreter), que tinha capacidades 3-D. OSpace Quest IV, marca uma evolução em matéria de gráficos (para a época) aumentando o numero de cores de 16 para 256 cores.

## Jogos

### Space Quest: The Sarien Encounter
O jogo original Space Quest foi lançado em Outubro de 1986 e rapidamente se tornou um sucesso, vendendo mais de 100.000 exemplares (Acredita-se que as vendas tenham atingido a cerca de 200.000 até os dias de hoje. Foi re-lançado em 1991.

### Space Quest II: Vohaul's Revenge
Roger, com o sua nova e recém descoberta posição de herói, é transferido para a estação orbital Xénon 4 e promovido a zelador chefe (e único). Tudo é calmo até que ele é raptado por Sludge Vohaul, que estava por trás do ataque inicial de Sarien contra a Arcada. Quando Roger está sendo transportado para o trabalho forçado nas minas Labion como punição por frustrar Lamas do plano original, a nave-prisão sofre um acidente e se arrebenta perto da selva sobre o planeta. O nosso herói consegue escapar de seus perseguidores e dos perigos da selva de Labion e logo alcança o asteroide base de Sludge Vohaul. Mais uma vez, cabe a Roger sozinho parar o plano maligno de Vohaul: erradicar a vida inteligente de Xenon, lançando milhares de vendedores de seguros clonados no planeta.

### Space Quest III: The Pirates of Pestulon
A pequena nave salva-vidas em que Roger se encontrava no final de Space Quest II é capturada por um cargueiro de lixo automatizado. Ele escapa de um robô controlado para reparar uma velha nave, o Aluminum Mallard (uma brincadeira com a Millennium Falcon de Star Wars ). Ele acabou descobrindo as atividades sinistras de uma empresa de jogos de vídeo conhecida como ScumSoft rodando o "Pirates of Pestulon".

### Space Quest IV: Roger Wilco and the Time Rippers
Neste episódio, Roger embarca em uma aventura maluca em uma viagem através do tempo visitando jogos de Space Quest tanto do passado quanto do futuro. Um renascico Lamas Vohaul do jogo (nunca lançado) Space Quest XII persegue Roger através dos tempos, em uma tentativa de matá-lo finalmente. Roger também visita Space Quest X: Latex Babes de Estros (cujo título é uma paródia do jogo de Infocom Deusas  de Couro de Fobos) e Space Quest I; Neste último, os gráficos e a música revertem para o estilo do jogo original e Roger está ameaçado por um grupo de motociclistas que consideram as 256 cores de Roger pretensiosas.

### Space Quest V: The Next Mutation
Em Space Quest V, Roger é agora um cadete na academia StarCon. Ele se forma(ou melhor, colando no exame final se forma) e é nomeado capitão de sua própria nave espacial (na verdade um espaçonave lixeira). A trama principal é parar uma doença mutagénica que está se espalhando através da galáxia, descobrindo a sua fonte, e combater a todos que tenham sido infectados. No final, a doença infecta os membros da tripulação do SCS Golias, um poderoso navio de guerra, cujo comandante, Raemes T. Quirk (sim uma flagrante parodia do Capitão Kirk, conforme retratado por William Shatner), posteriormente ataca o Eureka. No final, Roger sacrifica sua nave para se livrar da praga - e de repente, temporariamente, torna-se o comandante da nave capitânea da frota.

### Space Quest 6: The Spinal Frontier
Este jogo foi o último a ser lançado na série Space Quest. Após ter derrotado o diabólico pukoid mutants em Space Quest V, o Capitão Roger Wilco triunfantemente volta à sede StarCon - apenas para ser submetido a uma corte-marcial devido à quebra dos regulamentos da StarCon ao salvar a galáxia. Ele é rebaixada a faxineiro de segunda classe, e atribuiu ao SCS DeepShip 86 (uma paródia de Star Trek: Deep Space Nine), comandado pelo Comandante Kielbasa, um covarde de rosto semelhante a um leão cujo nome é retirado da salsicha polonesa bem como um trocadilho com o nome de ambos os felinos Kilrathi a partir do jogo de série de computador Wing Commander e do personagem animado Mufasa do filme "O Rei Leão". Sua voz é uma paródia do Capitão Jean-Luc Picard de Star Trek: The Next Generation. O principal vilão no jogo é uma velhinha chamada Sharpei enrugado, um trocadilho sobre o cão Shar Pei, um cão com rugas.

## Ligações Externas
- SpaceQuest.Net
- The Janitorial Times
- Space Quest Omnipedia - Um banco de dados wiki, com tudo o que é relacionado a Space Quest. no Wayback Machine (arquivado em 2008-07-04)
- The Virtual Broomcloset - Maior sítio de fanclube em atividade.
- The Official Space Quest FAQ - Um extenso documento de curiosidades e informações gerais. O autor abandonou o documento no seu atual estado inacabado quando foi anunciado o cancelamento de Space Quest 7
- Sierra On-line